# Labradoriet
Het mineraal labradoriet is een calcium-natrium-aluminium-tectosilicaat met de chemische formule (Ca,Na)(Si,Al)4O8. Het behoort tot de veldspaten.
Door commerciële partijen wordt soms de naam "spectroliet" gebruikt, voor labradoriet met een breder palet aan kleuren en een hogere iridiscentie. Volgens de gezaghebbende bron Mindat.org is spectroliet gewoon een synoniem voor labradoriet.

## Eigenschappen
Het kleurloze, witte, grijze of lichtgroene labradoriet heeft een glasglans, een witte streepkleur, een perfecte splijting volgens kristalvlak [001] en een goede volgens [010]. De gemiddelde dichtheid is 2,69 en de hardheid is 7. Het kristalstelsel is triklien en het mineraal is noch radioactief, noch magnetisch. Het karakteristieke kleurenspel, dat labradoriseren wordt genoemd, wordt veroorzaakt doordat het licht breekt op microscopisch kleine kristalletjes van verschillende donkere mineralen, die op de splijtvlakken liggen.
Labradoriet komt meestal vormeloos of korrelig voor; het mineraal vormt zelden of nooit kristallen. Labradoriet is van de edel- sierstenen die zo'n kleurenspel vertonen ongetwijfeld de bekendste. Wanneer de steen oordeelkundig wordt geslepen, komt het kleurenspel nog beter tot zijn recht. Ook op de ruwe brokken is het fraaie labradoriseren vaak te zien. Er zijn weinig mineralen die zo sterk van kleur veranderen als labradoriet.

## Naam
De naam van het mineraal labradoriet is afgeleid van het schiereiland Labrador in Canada, waar het voor het eerst beschreven werd. De steen werd in 1780 aan de Atlantische oostkust van de regio Labrador ontdekt door een pater en door hem naar het gebied vernoemd. Hij vond een groot aantal zwerfstenen met een opvallende grijze kleur die bij het draaien van kleur veranderde in donkerblauwe en groene nuances. Deze vondst wekte grote belangstelling bij de wetenschappers in die tijd en men stelde vast dat hier sprake was van een natronkalkveldspaat of plagioklaas.

## Voorkomen
Labradoriet is een veel voorkomende veldspaat in metamorfe en stollingsgesteenten als pegmatiet. Het maakt deel uit van de plagioklaas-reeks (albiet-anorthiet). De typelocatie van labradoriet bevindt zich op het Canadese schiereiland Labrador.
Afzettingen vindt men verder ook in Australië, Madagaskar, Mexico, Rusland de Verenigde Staten en Finland.

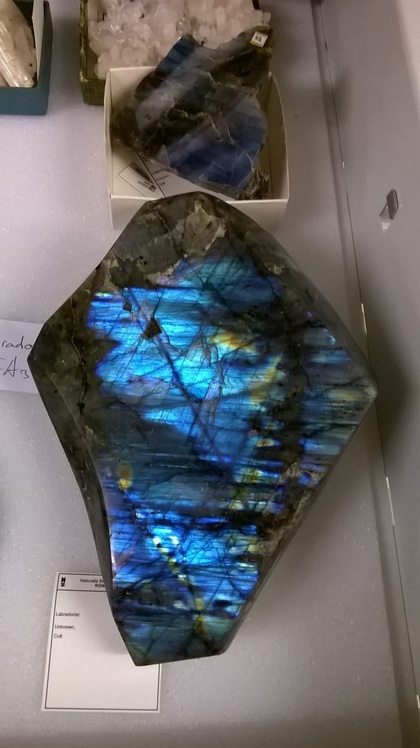
Labradoriet, museumstuk
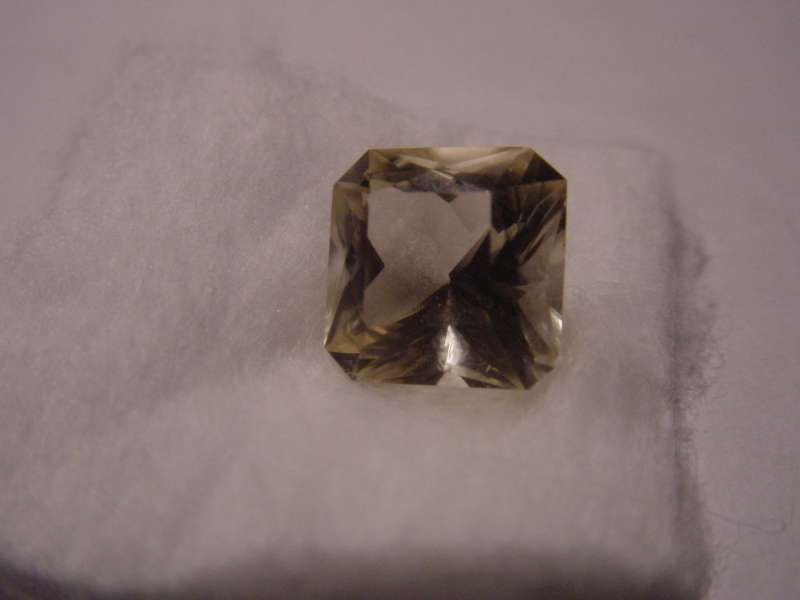
Labradoriet-slijpsel (9 karaat)
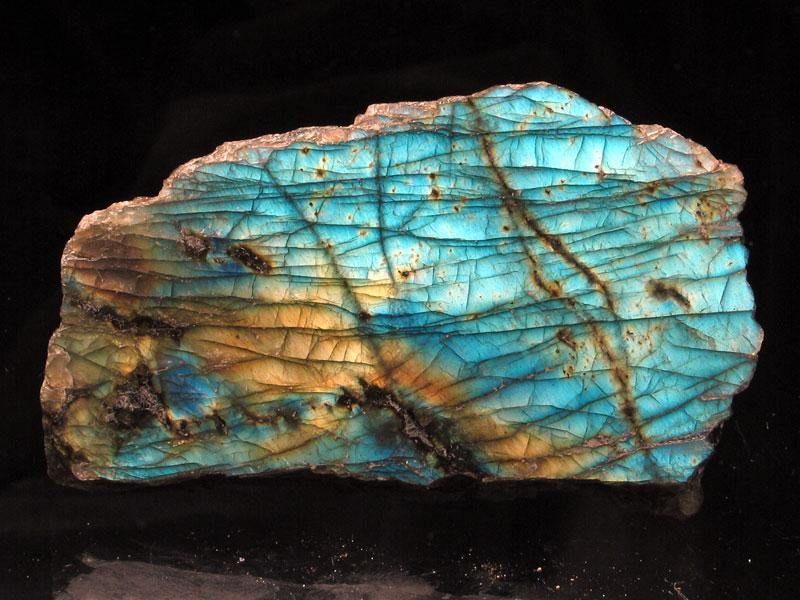
Een gepolijst stuk labradoriet uit Madagascar
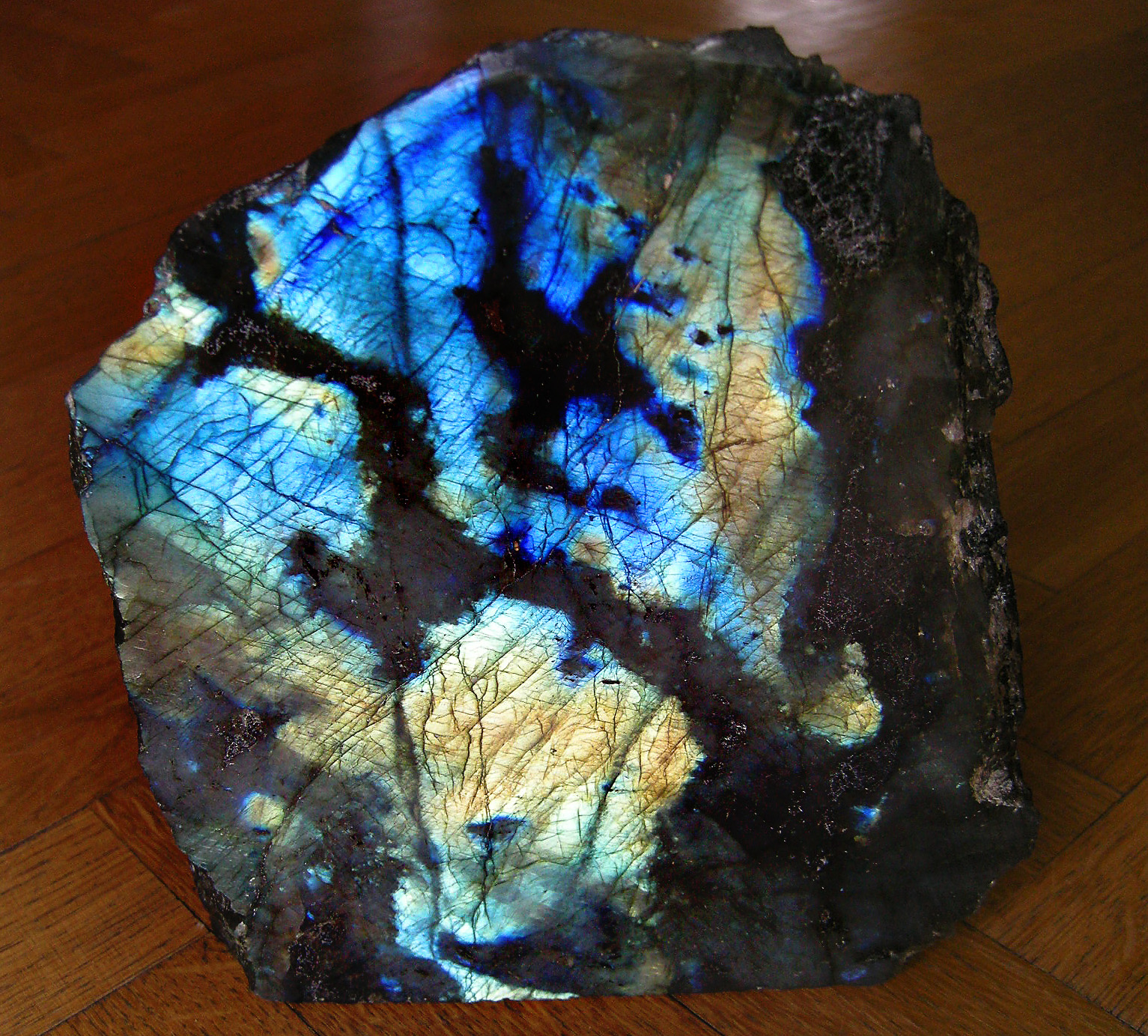
Een gepolijst stuk labradoriet
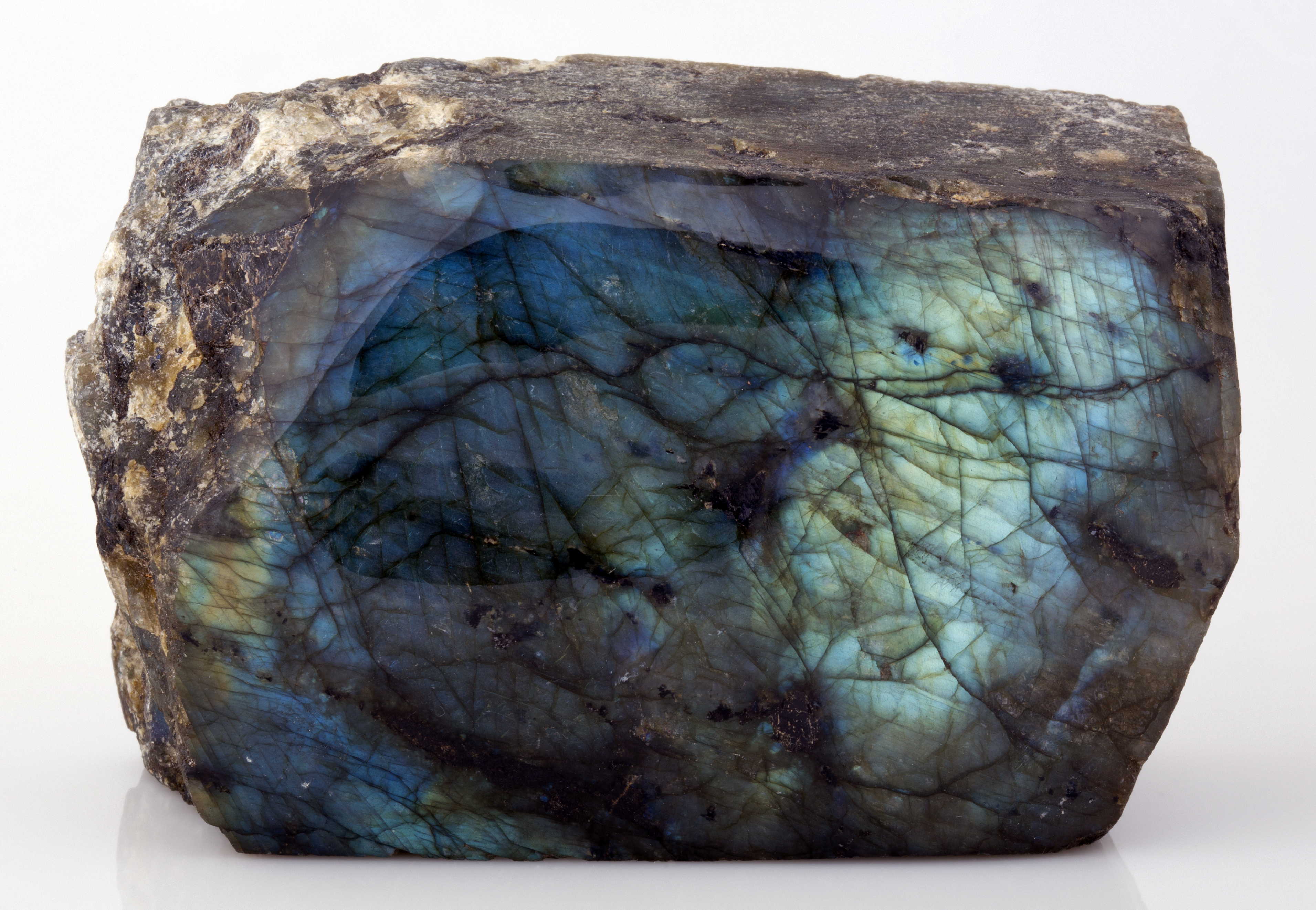
Een gepolijst stuk labradoriet van de UCL Geologie-collectie
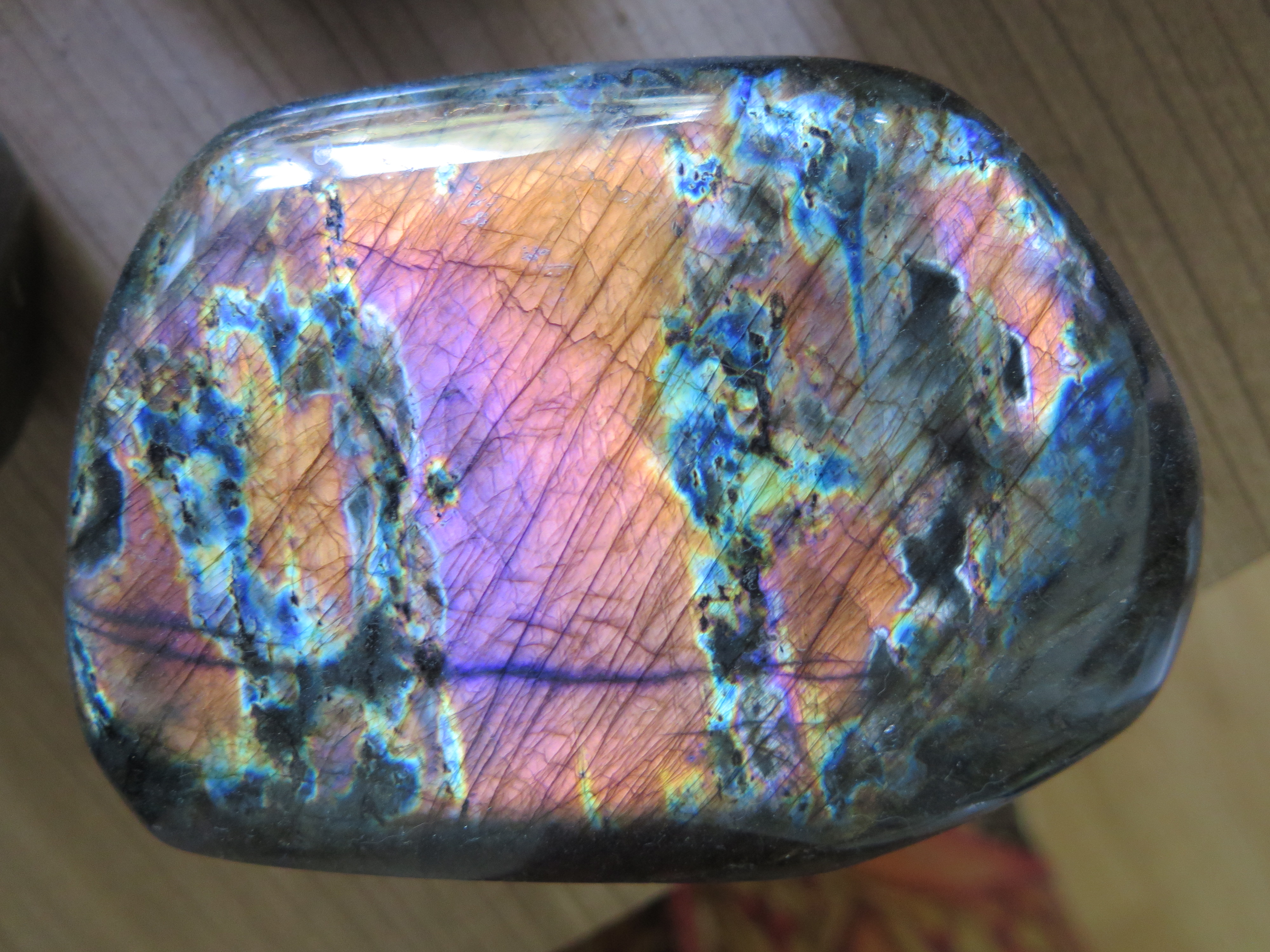
Een gepolijst stuk labradoriet met zeldzame kleuren
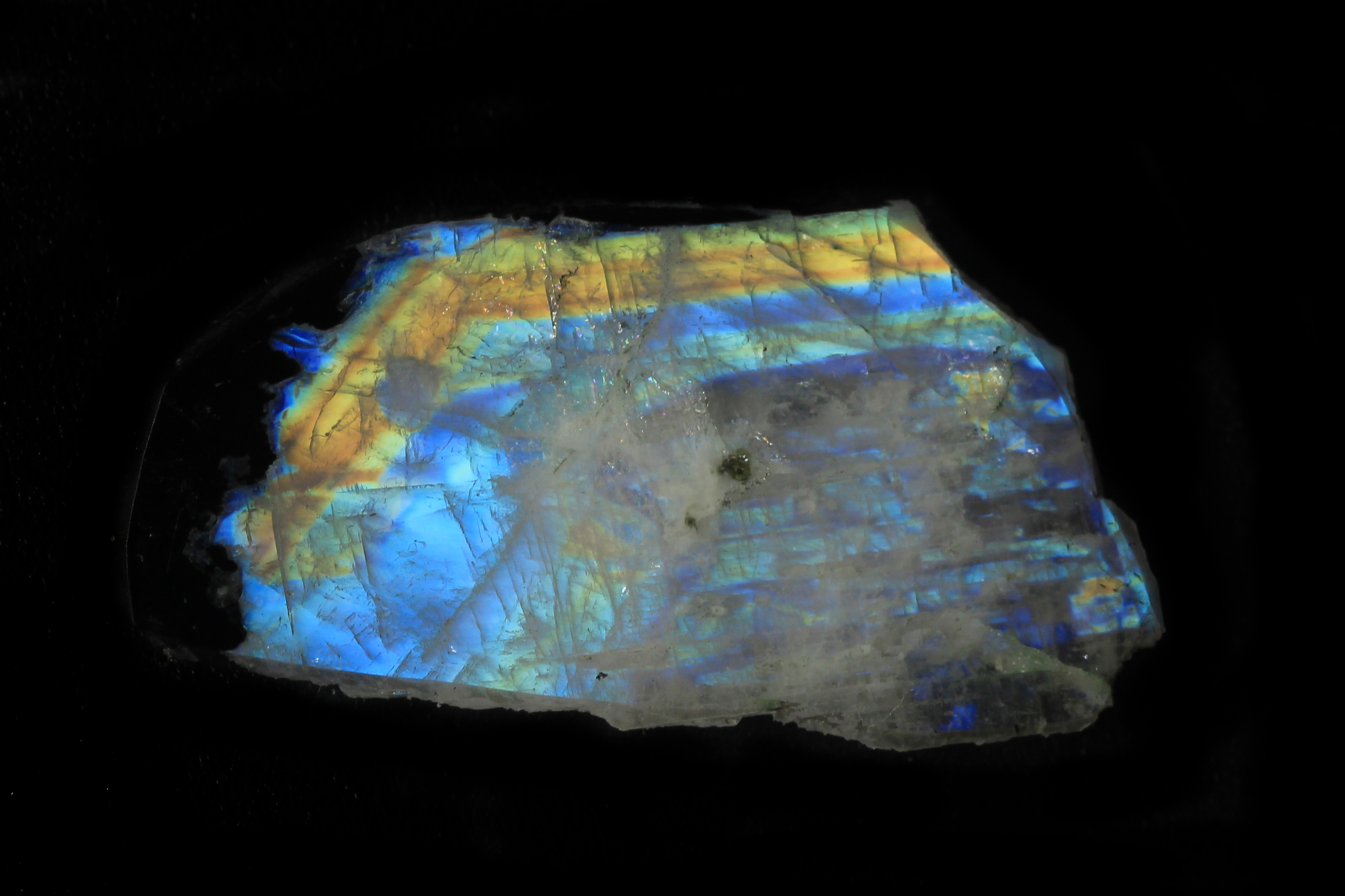
Een gepolijst stuk labradoriet
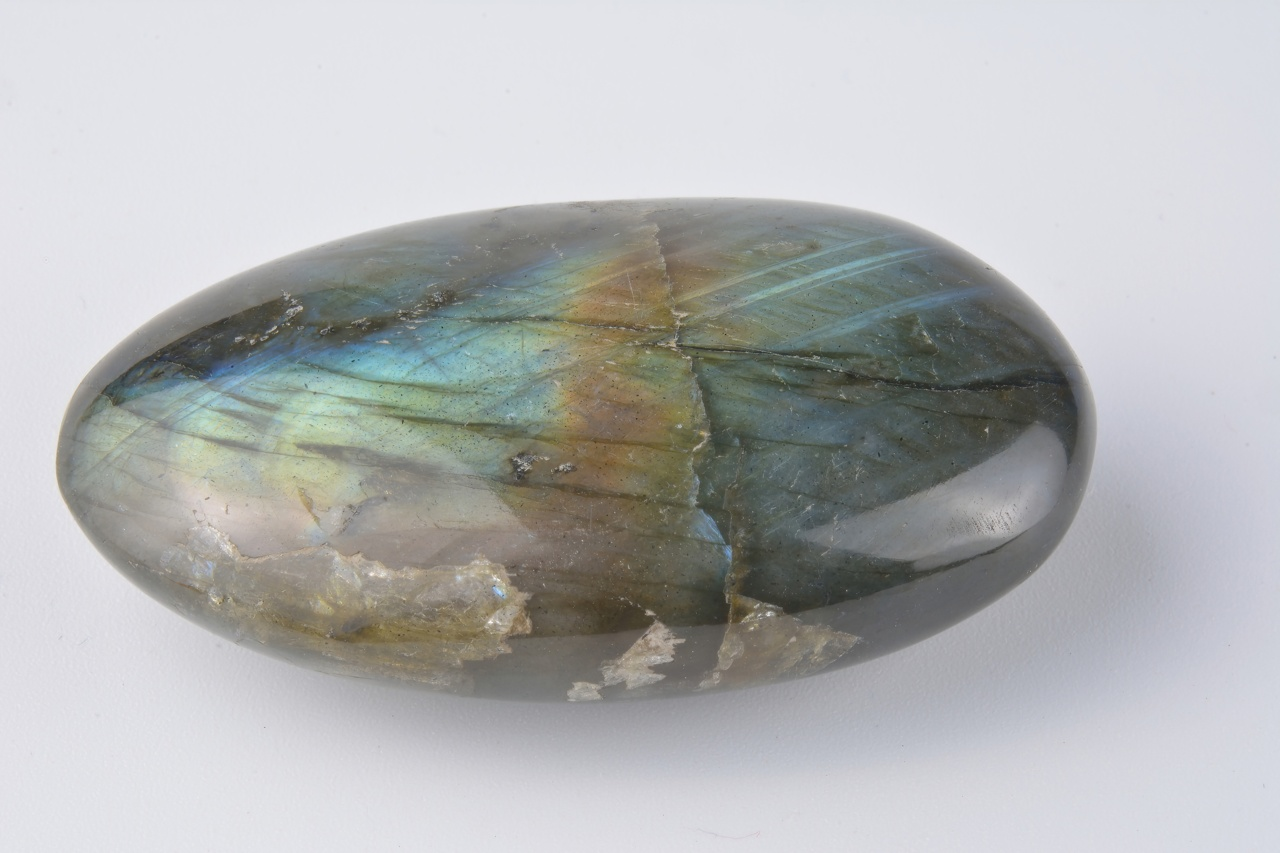
Het iridiscentie-effect op een stuk grijze labradoriet